# مهرجان آوموري نيبوتا

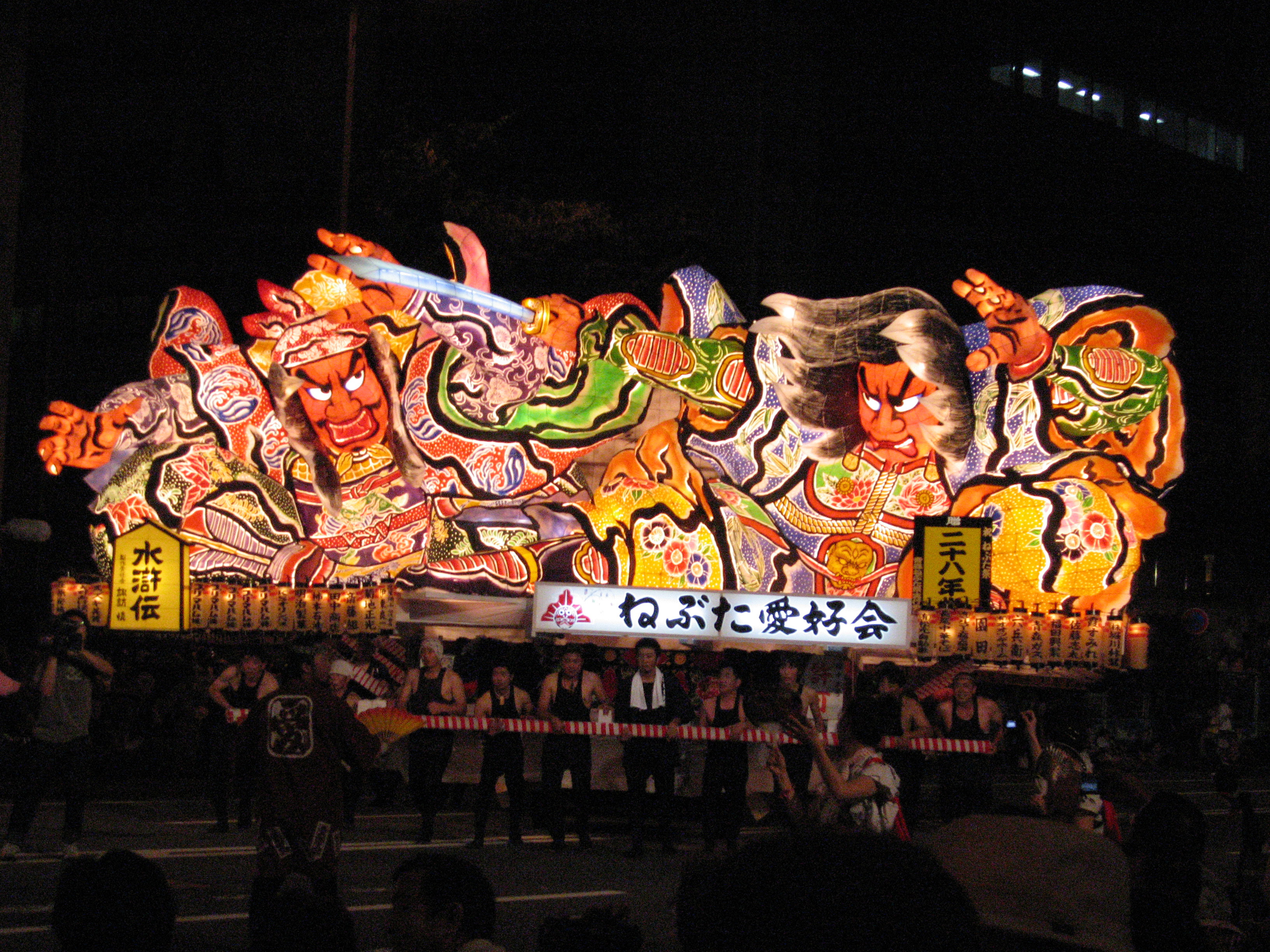
مسرح مُتنقل يجري في المهرجان. هذه المسارح غالباً ما تصور الشخصيات التاريخية أو الأسطورية.

مهرجان أوموري نيبوتا (باليابانية:青森ねぶた祭) هو مهرجان صيفي ياباني يقام في أوموري في اليابان، في أوائل أغسطس. يجذب المهرجان معظم السياح في مهرجانات نيبوتا في البلاد، وهي تعد من بين أكبر ثلاثة مهرجانات في منطقة توهوكو. وقد تم تصنيفها كممتلكات ثقافية غير ملموسة في عام 1980، وكواحدة من 100 لوحة صوتية في اليابان من قبل وزارة البيئة عام 1996.
تشير كلمة «نيبوتا» إلى تعويم شخصية مُحارب شجاع يتم حمله عبر وسط المدينة، بينما يرتدي الراقصون نوعًا فريدًا من الأزياء يُطلق عليه هانيتو (ハネト)في الوقت المناسب مع ترنيمة الراسرا (ラッセラー).

## الأصل والتاريخ

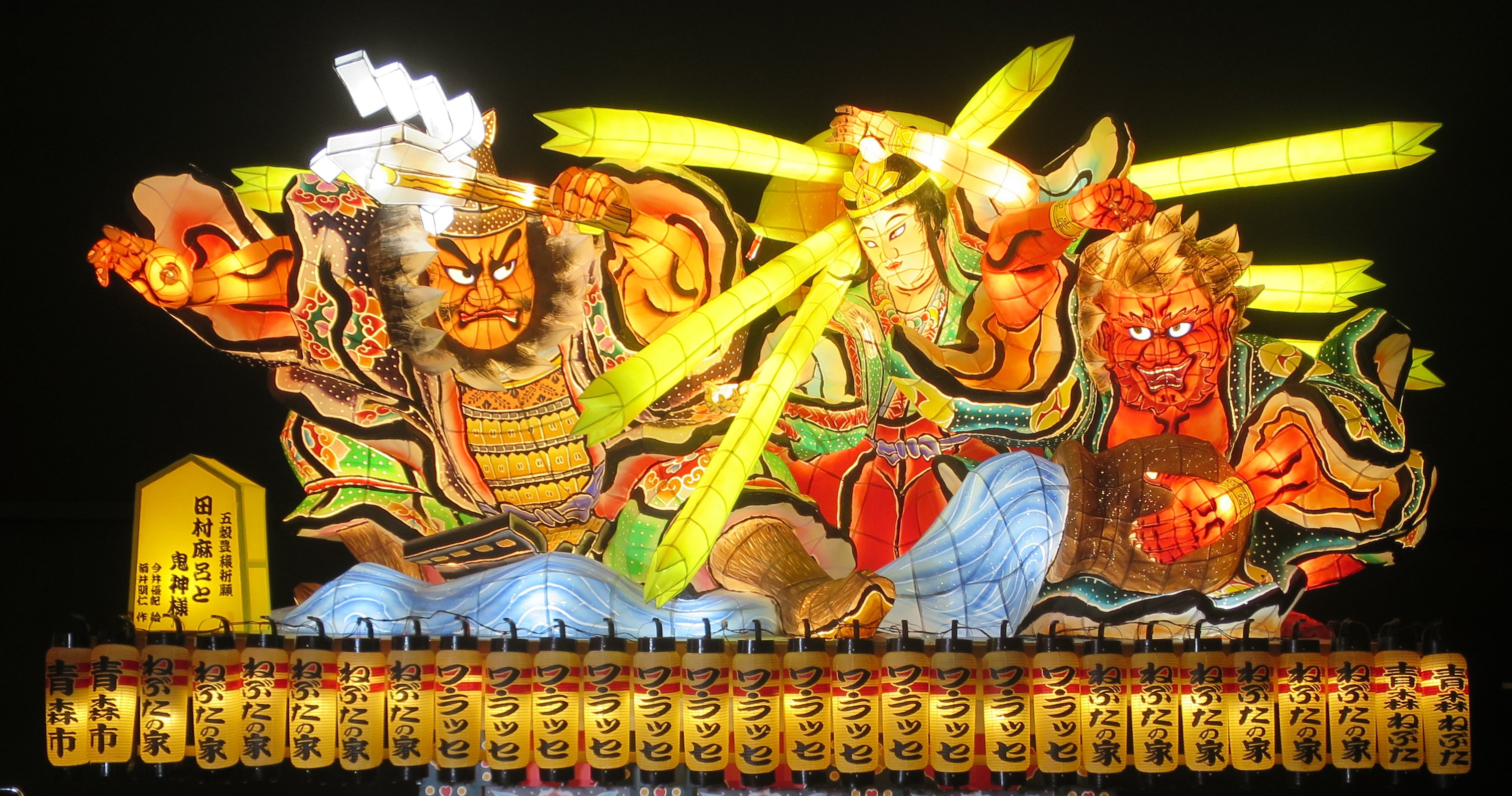
عوامة مضاءة من نيبوتا محفوظة في متحف نيبوتا وا راس في أوموري

التفسير الأكثر شهرة هو أن المهرجان نشأ من المزامير والتايكو، وقد استخدم شوغون ساكانو نو تامورامارو لجذب انتباه العدو خلال معركة في مقاطعة موتسو. تم إنشاء تامورامارو شو (جائزة تامورامارو) حول هذا التفسير في عام 1962 ليتم منحها لأفضل مجموعة مشاركة في المهرجان (أعيدت تسميتها لاحقًا إلى نيبوتا تايشو). ومع ذلك، فمن غير المرجح أن تكون تامورامارو قد قامت بالفعل ببعثات عسكرية في ما يعرف حاليًا بمحافظة أوموري، لذلك يعتبر هذا التفسير أسطورة. تطور المهرجان على الأرجح من احتفالات الشنتو التقليدية مثل تاناباتا.
تفسير آخر يتضمن أصل كلمة نيبوتا (ね ぶ た). أتيروي (阿 弖 流 為)، وهو جنرال من منطقة توهوكو، وحد شعب الإيميشي الذين طُردوا من أراضيهم الأصلية وهزموا جيش كي نو كوسامي المكون من 50 ألفًا في نهر كيتاكامي للتقدم على طول الطريق إلى فوجي ، شيزوكا. تم القبض على أتيروي ونقله إلى محافظة أوساكا، حيث تم مقابلة الحاكم قبل قطع رأسه. تم عرض رأسه المقطوع على الجمهور، واضطرت عائلته وأتباعه الذين ما زالوا متبقين في المنطقة إلى حفر ثقوب كبيرة حيث دفنوا أحياء. تم إلقاء التراب على هذه القبور، وأمر أولئك الذين استسلموا للقوات اليابانية وأصبحوا عبيدًا بالدوس على التراب. يقال أن هذا الحدث هو أصل نيبوتا، حيث تم إرسال أتباع أتيروي إلى جذورهم أو إلى عالم الموتى مع التراب كغطاء (蓋). وبحسب هذه الحلقة، فإن الراقصين يطأنون الأرض وهم يحملون تعويم ساكانو نو تامورامارو على أكتافهم.
تم افتتاح المتحف المخصص لمهرجان نيبوتا، متحف نيبوتا وراسي، في عام 2011، ليقدم تجربة المهرجان على مدار السنة لأولئك الذين لا يستطيعون الحضور في المهرجان في أغسطس.

## التنظيم
يقام المهرجان كل عام من 2 أغسطس إلى 7 أغسطس، حيث يتم نقل العوامة عبر المدينة خلال المساء من 2 أغسطس إلى 6 أغسطس، وخلال النهار في 7 أغسطس، يقام عرض للألعاب النارية مساء اليوم الأخير بينما يتم حمل العوامة في البحر.
هناك ثلاثة أنواع من العوامات المستخدمة في مهرجان أوموري نيبوتا. يتم رعاية نيبوتا للأطفال ونيبوتا الإقليمية من قبل المنظمات المحلية، وعادة ما تكون أصغر من نيبوتا العادية. يتم حمل نيبوتا للأطفال مرتين، من 2 أغسطس إلى 3 أغسطس. يتم دائمًا حمل نيبوتا الكبير في وقت ما خلال المهرجان، ولكن يمكن رؤية القليل منها خلال اليومين الأولين من المهرجان، ربما بسبب نقص الأموال.

## المشاركة

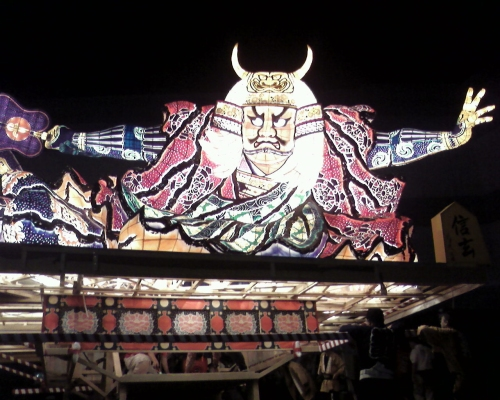
لوس أنجلوس نيبوتا، الطفو النهائي في موكب أسبوع نيسي2007

تنظم كل مجموعة موكبية بشكل فردي العناصر الأساسية للنيبوتا، مثل الترتيب العملي، وإنشاء العوامات، وموسيقيي الفرقة الموسيقية. تشمل العوامل المهمة الأخرى الأطفال الذين يسحبون العوامات بالحبال (في معظم الحالات، يتم حمل العوامات بوسائل أخرى، والأطفال موجودون هناك فقط للعرض)، وراقصات الهانيتو. يمكن لأي شخص، بما في ذلك السائحين، المشاركة في أي من المواكب باعتباره هانيتو طالما أنهم يرتدون الزي المناسب. تُباع الأزياء في محلات السوبر ماركت والمتاجر في جميع أنحاء المحافظة، ويمكن شراء مجموعة كاملة (باستثناء قبعة الزهرة) بحوالي 5000 ين. يمكن أيضًا استئجار الأزياء في بعض الأماكن على طول طريق الموكب.
هناك العديد من الحالات في جميع أنحاء اليابان حيث يتم تضمين عوامات نيبوتا كجزء من مهرجان أكبر. شق نيبوتا طريقه أيضًا إلى سول بكوريا الجنوبية لأول مرة في سبتمبر 2005، وإلى الولايات المتحدة في أغسطس 2007 و 2009 و 2010، كجزء من أسبوع نيسي في ليتل طوكيو، لوس أنجلوس، كاليفورنيا.

## انظر يضاً
- المهرجانات اليابانية
- مهرجان الثلج في سابورو
- تشاغو تشاغو أوماكو

## روابط خارجية
- الموقع الرسمي (باليابانية)
- الموقع الرسمي
- منظمة تحافظ على العوامات المستخدمة خلال المهرجان (باليابانية)
- 2005 اوموري نيبوتا ماتسوري معرض الصور
- أوموري نيبوتا ماتسوري من معهد جوجل الثقافي